# Anej Kočevar
Anej Kočevar, slovenski bas kitarist, studijski tehnik, producent, audio/mastering inženir, * 16. julija 1984, Ljubljana.
Kot bas kitarist je sodeloval / sodeluje z : Zoran Predin, Lačni Franz, Gušti & Polona, Anavrin, Adam, Liamere, Lusterdam, Malidah, Harshside, Manntra, Born To Be, Omar Naber, Alya, Tinkara Kovač in drugi.
Kot studijski tehnik, producent ali mastering inženir se je podpisal pod plošče izvajalcev : Adam, Anavrin, Lačni Franz, Hulahoop, Born To Be, Gušti, Liamere, Lusterdam, Malidah in drugi.